# Nikolai Kruglov (biatlonist, n. 1950)
Nikolai Kruglov (n. 31 ianuarie 1950, Krasnîi Mîs⁠(d), Kovyl'skiy rural settlement⁠(d), RSFS Rusă, URSS) este un biatlonist ce a reprezentat Uniunea Republicilor Sovietice Socialiste, medaliat olimpic. A participat la o ediție a Jocurilor Olimpice (1976) în care a câștigat două medalii de aur.